# Малый Крушниковский
Малый Крушнико́вский (бел. Малы Крушнікоўскі) — посёлок в составе Черноборского сельсовета Быховского района Могилёвской области Республики Беларусь.

## Население
- 2010 год — 1 человек